# Carl Strid
Carl Oscar Strid i Nyhem, född 17 maj 1875 i Kärda, Jönköpings län, död 22 augusti 1948 i Göteborg var en svensk politiker (socialdemokrat), maskinarbetare och verktygskonsulent. Han var ledamot av riksdagens andra kammare 1912-1919 samt 1921-1924, invald i Hallands läns valkrets. Han satt även i Hallands läns landsting mellan 1910 och 1922. 
Före sin riksdagskarriär arbetade Carl Strid som verktygsarbetare vid Halmstad-Nässjö järnvägars verkstad, blev aktiv i fackföreningsrörelsen samt var med om att starta Järnvägsmännens helnykterhetsförening. Från 1918 och framåt arbetade han som fattigvårdskonsulent.